# محمد بكر إسماعيل
محمد بكر إسماعيل (1936 - 1426 هـ /11 يناير 2006) ولد الدكتور محمد بكر إسماعيل في المحاميد مركز إدفو بمحافظة أسوان عام ألف وتسعمائة وستة وثلاثين وحفظ القرآن الكريم في سن مبكرة.

## المؤهلات العلمية
حصل على الماجستير ثم الدكتوراة بدرجة امتياز مع مرتبه الشرف الأولى ثم على الماجستير في التفسير وعلوم القرآن الكريم بكلية أصول الدين ـ جامعة الأزهر ثم الدكتوراة في «مقاصد التشريع الأسري من خلال سورتي الطلاق والتحريم». تدرج في سلك هيئه التدريس بجامعه الأزهر حتى وصل إلى درجة أستاذ بكليه الدراسات الإسلامية.
كان له باع كبير في مجال الدعوة على مستوى مصر والعالم الإسلامي حيث عمل أستاذا بعدد من الجامعات العربية.

## المؤلفات
رغم أن تخصصه كان في التفسير إلا أنه كان ذا ثقافة إسلامية شاملة حيث أثرى المكتبة الإسلامية بالعديد من الكتب والمؤلفات في مجال الحديث والفقه والتاريخ الإسلامي واللغة والبلاغة وغيرها من فروع العلم، كما أنه كتب عدة مقالات بجريدة (المجاهد ) وقد ذكر بنفسه ذلك فى مقدمة كتاب ( أسماء الله الحسنى آثارها وأسرارها ) الذى جمع به هذه المقالات وتم طباعته عام 2000 و قد ذكر فى المقدمة لهذا الكتاب ما نصه " كنت أتمنى من أعماق قلبى أن أكتب فى شرح أسماء الله الحسنى كتابا يجلى لطلاب العلم معانيها ،ويكشف لهم عن شىء من أسرارها وآثارها فى قلوب الذاكرين ،و لكنى كنت أتهيب أن أسبح فى بحارها وانا قاصر الهمة قليل العلم والعمل ، كثير الشواغل بأمور الدنيا وشئون الأهل والولد. وهذه الشواغل من أشد العقبات التى تعوق أصحاب الهمم العالية عن كلب العلم ،ومدارسته والكتابة فيه ،فكيف بمثلى !  و ظلت هذه الرغبة تراودنى وتلح على ، و أنا ارجىء تحقيقها للأسباب التى ذكرتها حتى طلب منى رئيس تحرير مجلة "المجاهد " أن أكتب عدة مقالات فى أسماء الله الحسنى ،فكان هذا الطلب حافزا لى على تحقيق هذه الرغبة ،فاستخرت الله عز وجل فشرح صدرى،فمضيت اكتب مستعينا بالله تبارك وتعالى وأنا على وجل وأستحياء فكان لى نعم المعين ، وبلغت مولفاته أكثر من ثمانين مؤلفا من أبرزها:
- الفقه الواضح من الكتاب والسُّنَّة على المذاهب الأربعة.[3]
- دراسات في علوم القرآن.
- البيان في أحكام تلاوة القرآن.
- وصايا الرسول صلى الله عليه وسلم وأثرها في تقويم الفرد وإصلاح المجتمع.
- خلاصة التفسير.
- رجال أحبهم الرسول صلى الله عليه وسلم وبشرهم بالجنة.
- مؤمنات لهن عند الله شأن.
- أسماء الله الحسنى «آثارها وأسرارها»[4]
- بين السائل والفقية[5]
- قصص القرآن (من آدَم عليه السلام إلى أصحاب الفيل)

## وفاته
توفي الدكتور محمد بكر إسماعيل يرحمة الله ظهر يوم الأربعاء ثاني أيام عيد الأضحى المبارك لعام 1426 هـ وهو في الركعة الثانية من صلاة الظهر وهو ساجد، الموافق الحادي عشر من يناير من عام 2006 م.